# Shoacris
Shoacris is een geslacht van rechtvleugeligen uit de familie Pyrgomorphidae. De wetenschappelijke naam van dit geslacht is voor het eerst geldig gepubliceerd in 1952 door Kevan.

## Soorten
Het geslacht Shoacris  is monotypisch en omvat slechts de volgende soort:
- Shoacris bormansi (Bolívar, 1884)